# Escrava Anastácia
Anastácia, o Anastasia in italiano (Pompéu, 12 maggio 1740 – Brasile portoghese, ...), è una figura leggendaria che sarebbe vissuta in Brasile nel XVIII secolo, oggi venerata come una santa popolare con il nome di Escrava Anastácia ("Schiava Anastasia").

## Storicità di Anastácia
Le fonti non indicano chiaramente se Anastácia sia vissuta davvero o se si tratti solo di un personaggio folcloristico che incarna la schiavitù in Brasile e la condizione degli afrobrasiliani. In ogni caso, ella ormai fa parte del patrimonio culturale brasiliano e viene vista come un esempio di resistenza nera al femminile.
Nonostante il suo culto non sia riconosciuto ufficialmente dalla Chiesa cattolica, Anastácia viene venerata come una santa popolare dai cattolici in tutto in Brasile. È venerata anche dai membri delle tradizioni umbanda e spiritiste.

## Leggenda
Secondo la leggenda, Anastácia era una schiava di origine africana che aveva gli occhi blu. Secondo il filosofo Michele Corrêa, sua madre, una bantù proveniente dal Congo, sarebbe stata violentata da un uomo bianco. Anastácia divenne una schiava che svolgeva dei lavori nelle piantagioni e negli zuccherifici che erano presenti nel Brasile coloniale.
Secondo la leggenda, venne costretta a portare una maschera di ferro come punizione. La padrona della proprietà dove lavorava, gelosa della bellezza di Anastácia, l'avrebbe costretta a portare un collare di ferro. Quest'ultimo avrebbe portato Anastácia alla morte a causa del tetano.

## Iconografia

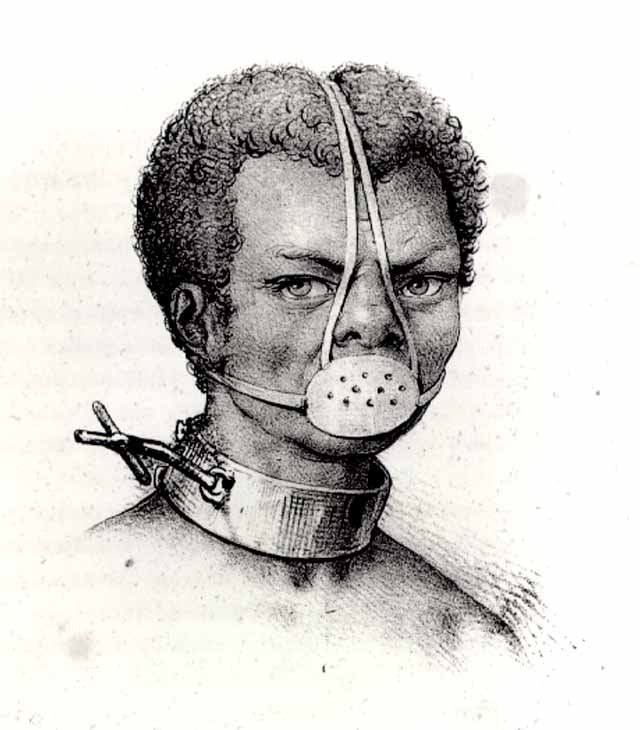
Una copia dell'illustrazione Châtiment d'un esclave di Jacques Arago, spesso adoperata per rappresentare la schiava Anastácia

L'incisione più nota legata alla figura di Anastácia, Châtiment d'un esclave ("Punizione di uno schiavo"), è in realtà un ritratto maschile, come spiega Jacques Arago nella sua opera Voyage autour du monde. Si tratterebbe di un'immagine che riprende i volti di vari schiavi che egli poté osservare in Brasile. Viene comunque utilizzata come base per le raffigurazioni della santa popolare, in particolare quelle scultoree.
In Brasile le sono stati dedicati dei libri, dei programmi radiofonici e una miniserie televisiva che porta il suo nome.